# Aldabrachelys gigantea
La tartaruga gigante di Aldabra (Aldabrachelys gigantea (Schweigger, 1812)), proveniente dalle isole dell'atollo di Aldabra, nelle Seychelles, è una delle tartarughe più grandi al mondo. Storicamente, tartarughe giganti come quella di Aldabra erano comuni in molte isole dell'oceano Indiano occidentale, così come in Madagascar, e la documentazione fossile indica che un tempo le tartarughe giganti erano molto più comuni, ed erano presenti in ogni continente e in molte isole con l'eccezione dell'Australia e dell'Antartide. Si pensa che molte delle specie presenti nelle isole dell'oceano Indiano siano state portate all'estinzione dalla caccia eccessiva da parte dei marinai europei, e già nel 1840, con l'eccezione della tartaruga gigante di Aldabra, tutte le tartarughe giganti degli atolli indiani si estinsero. Sebbene alcuni individui rimanenti di A. g. hololissa e A. g. arnoldi possano essere ancora presenti in cattività, in tempi recenti, sono state tutte ridotte a sottospecie di A. gigantea.

## Descrizione

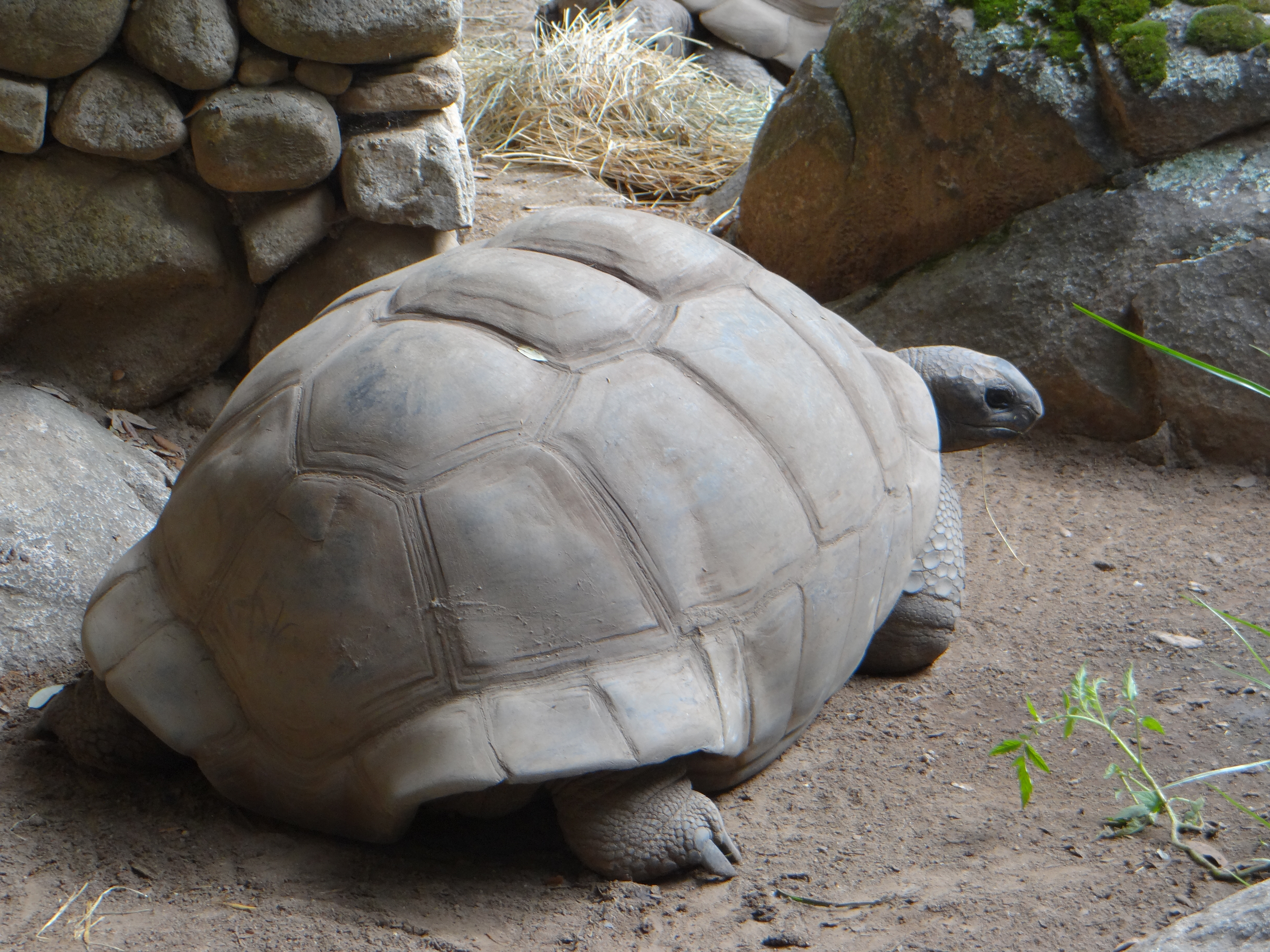
Dettaglio del carapace della tartaruga gigante di Aldabra

Il carapace della tartaruga gigante di Aldabra è di colore marrone, marrone chiaro o grigio, con una forma alta e a cupola. Possiede zampe tozze e pesantemente squamate per sostenere il suo corpo pesante. Il collo della tartaruga gigante di Aldabra è molto lungo, anche se paragonato alle sue dimensioni, il che aiuta l'animale a raggiungere i rami degli alberi fino a un metro da terra per nutrirsene. Di dimensioni simili alla famosa tartaruga delle Galapagos, il suo carapace è lungo in media 122 centimetri (48 pollici), con un peso medio di 250 kg (550 libbre). Le femmine sono generalmente più piccole dei maschi, con esemplari che misurano in media 91 centimetri (36 pollici) di lunghezza, per un peso di 159 kg (351 libbre). Gli esemplari di taglia media in cattività possono raggiungere un peso di 70–110 kg (da 150 a 240 libbre). Un altro studio ha registrato una massa corporea massima di 132 kg (291 libbre).

## Distribuzione e habitat

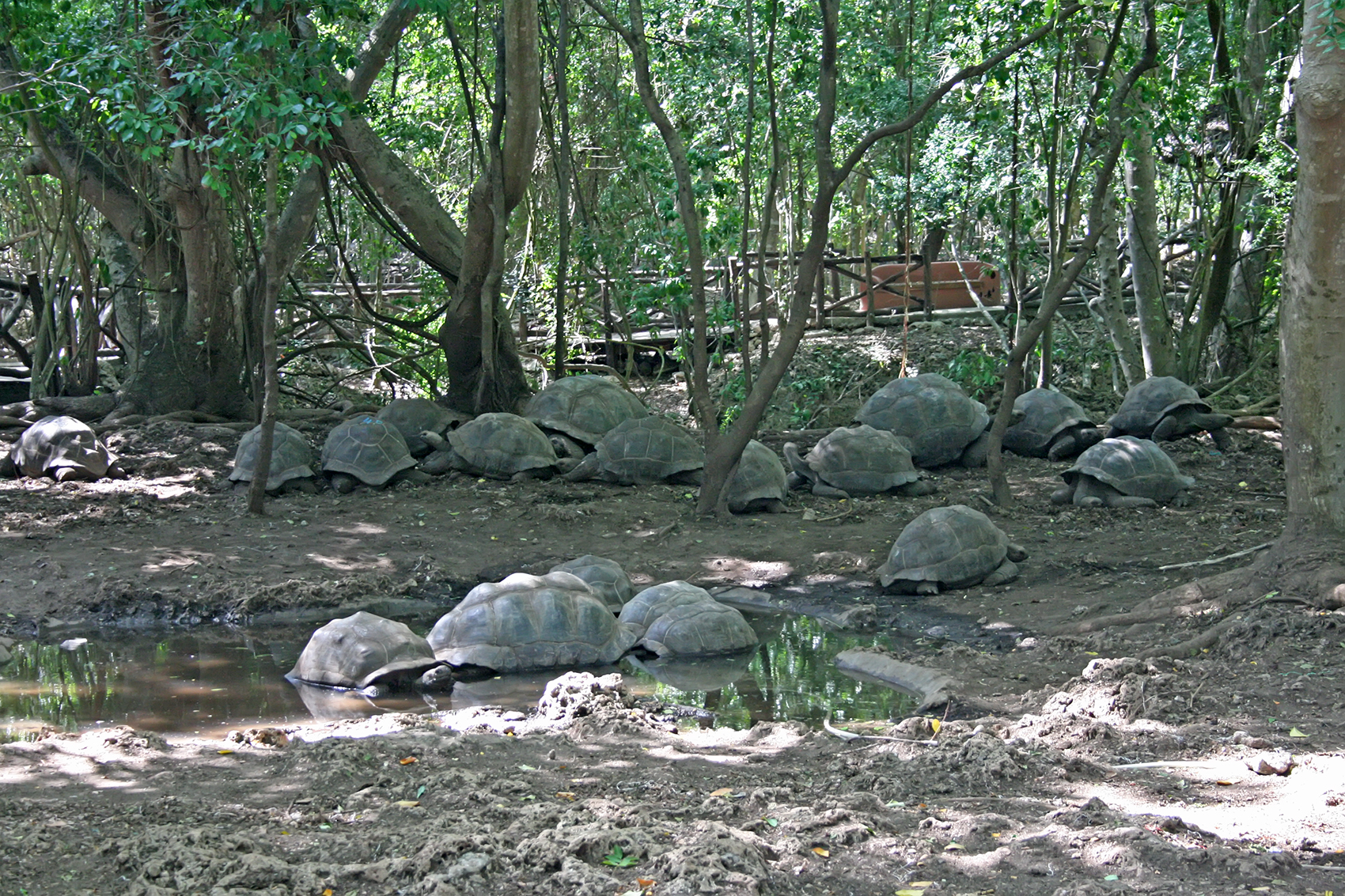
La popolazione isolata dell'isola Changuu, Zanzibar

La popolazione principale della tartaruga gigante di Aldabra risiede nell'omonimo atollo di Aldabra, nelle Seychelles. L'atollo è protetto dall'influenza umana e ospita circa 100 000 tartarughe giganti, la più grande popolazione mondiale di questi animali. Popolazioni più piccole di A. gigantea, nelle Seychelles, sono presenti anche nel Sainte Anne Marine National Park (es. Isola di Moyenne ), e a La Digue, dove sono una popolare attrazione turistica. Un'altra popolazione isolata della specie risiede sull'isola di Changuu, vicino allo Zanzibar, e altre popolazioni in cattività risiedono in parchi protetti a Mauritius e Rodrigues.
Le tartarughe giganti di Aldabra vivono in molti habitat diversi, tra cui praterie, boscaglie, paludi di mangrovie e dune costiere.

### Tortoise turf
La presenza delle tartarughe giganti sulle isole ha permesso la coevoluzione di un nuovo habitat, causato dalle pressioni alimentari delle tartarughe: il "tortoise turf", un insieme di oltre venti specie di erbe e piante. Molte di queste piante sono nane, e il loro semi rimangono a livello del suolo anziché in cima allo stelo, fuori dalla portata delle tartarughe.
Essendo l'animale più grande nel suo habitat, la tartaruga gigante di Aldabra svolge un ruolo simile a quello dell'elefante. La loro vigorosa ricerca di cibo abbatte gli alberi e crea percorsi naturali utilizzati da altri animali. Questi grandi erbivori trascorrono gran parte del loro tempo a cercare cibo nell'ambiente circostante. Il tappeto erboso in cui le tartarughe "pascolano" è composto dalle piante: Bacopa monnieri, Boerhavia elegans, Cassia aldabrensis, Cyperus dubius, Euphorbia prostrata, Euphorbia stoddartii, Evolvulus alsinoides, Fimbristylis cymosa, Fimbristylis ferruginea, Panicum aldabrense, Phyllanthus maderaspatensis, Sclerodactylon macrostachyum, Solanum nigrum, Sporobolus virginicus, e altre.

## Tassonomia

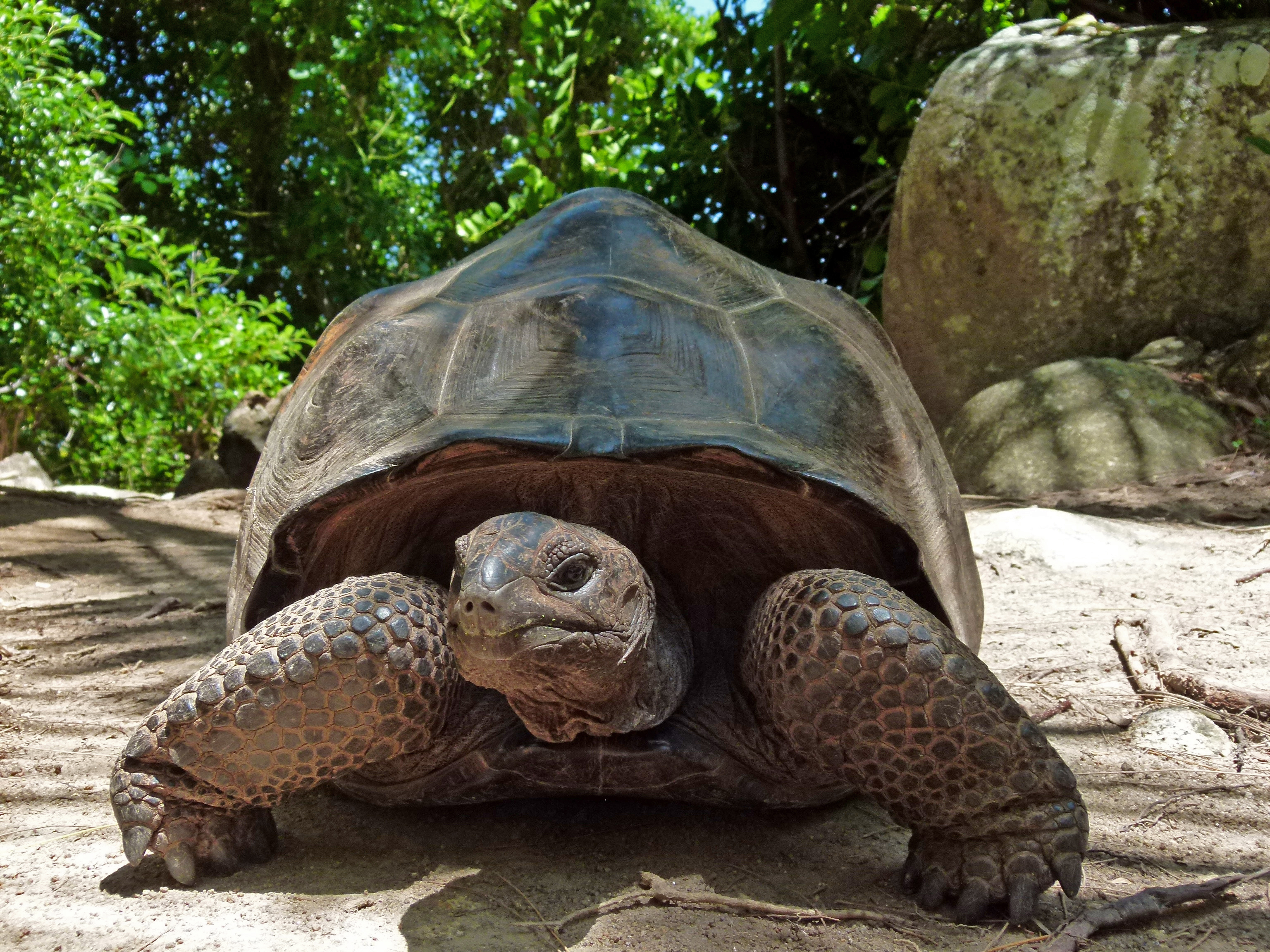
A. gigantea sull'isola Moyenne (Seychelles, marzo 2016)

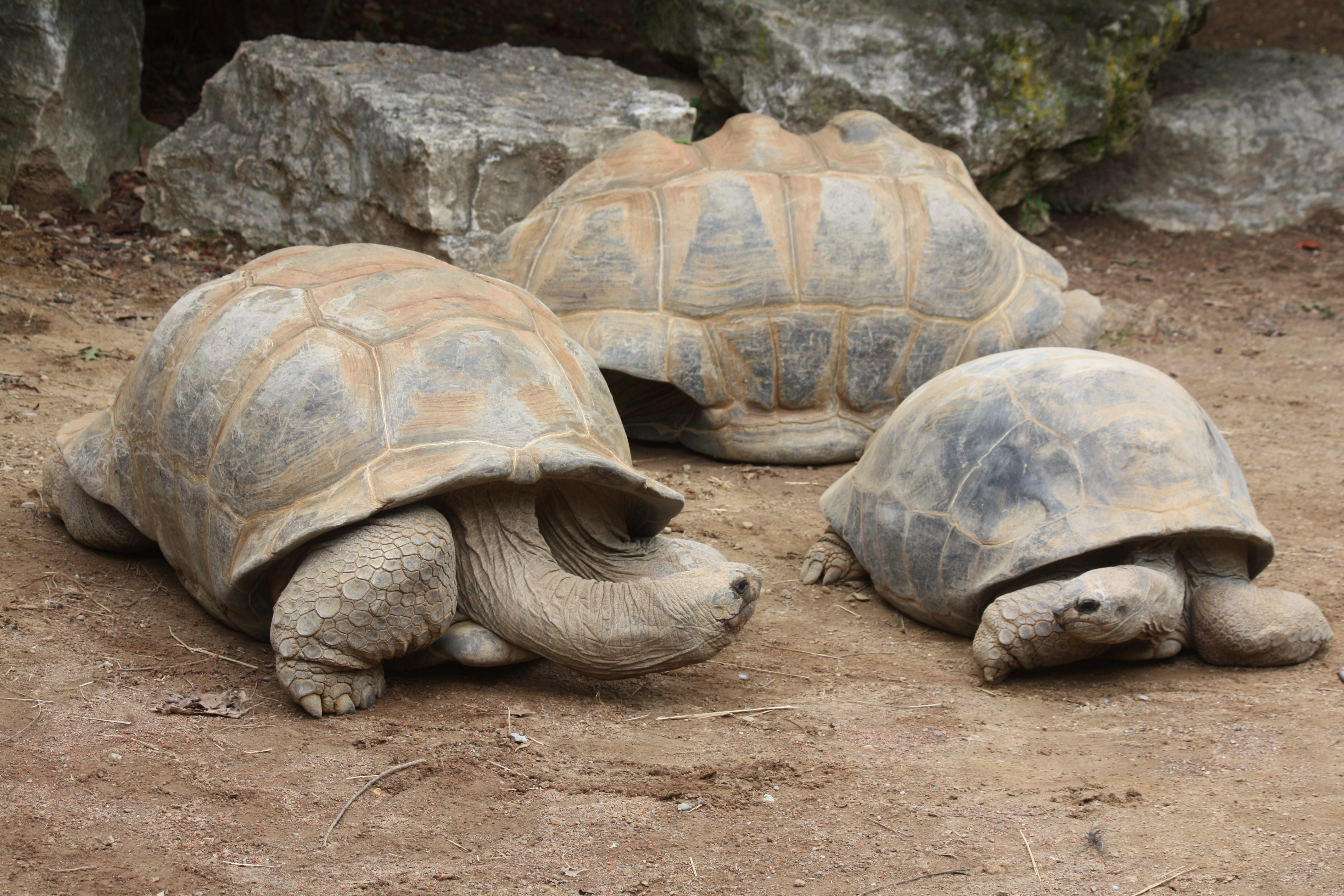
Alcuni esemplari presso il Louisville Zoo, Kentucky

Questa specie è ampiamente conosciuta come Aldabrachelys gigantea, ma in tempi recenti sono stati effettuati vari tentativi di utilizzare il nome Dipsochelys, come Dipsochelys dussumieri, ma dopo un lungo dibattito durato due anni e diverse osservazioni, l'ICZN ha infine deciso di conservare il nome Testudo gigantea al posto di Dipsochelys (ICZN 2013). Ciò ha influenzato anche il nome del genere per la specie, stabilendo Aldabrachelys gigantea come nomen protectum.
Attualmente sono riconosciute quattro sottospecie. L'autore trinomiale tra parentesi indica che la sottospecie venne originariamente descritta in un genere diverso da Aldabrachelys:
- A. g. gigantea (Schweigger, 1812: 327),[14] tartaruga gigante di Aldabra - dell'isola di Aldabra, delle Seychelles;
- A. g. arnoldi (Bour, 1982: 118),[15] tartaruga gigante di Arnold - dall'isola di Mahé, delle Seychelles;
- † A. g. daudinii (AMC Duméril & Bibron, 1835: 123),[16] tartaruga gigante di Daudin - dall'isola di Mahé, delle Seychelles (estintasi nel 1850);[5]
- A. g. hololissa (Günther, 1877: 39),[17] tartaruga gigante delle Seychelles - dalle isole Seychelles di Cerf, Cousine, Frégate, Mahé, Praslin, Round e Silhouette;

### Sinonimi
La specie presenta diversi sinonimi, tra cui:
- Testudo gigantea Schweigger, 1812: 327[14]
- Testudo dussumieri Schlegel in Grey, 1830: 3 (nomen nudum)
- Testudo dussumieri -Gray, 1831d: 9 (nomen rejectum, ICZN 2013)
- Testudo elephantina A.MC Duméril & Bibron, 1835: 110[16]
- Testudo ponderosa Günther, 1877: 35[17]
- Testudo sumeirei Sauzier, 1892: 396
- Testudo gouffei Rothschild, 1906: 753

## Biologia

### Comportamento
Le tartarughe giganti di Aldabra vivono solitarie o in branchi, tendendo riunirsi principalmente nelle praterie aperte. Sono più attive la mattina, quando passano il tempo a cercare cibo. Durante le ore più calde del giorno scavano delle tane o riposano nelle paludi per cercare refrigerio.

### Alimentazione

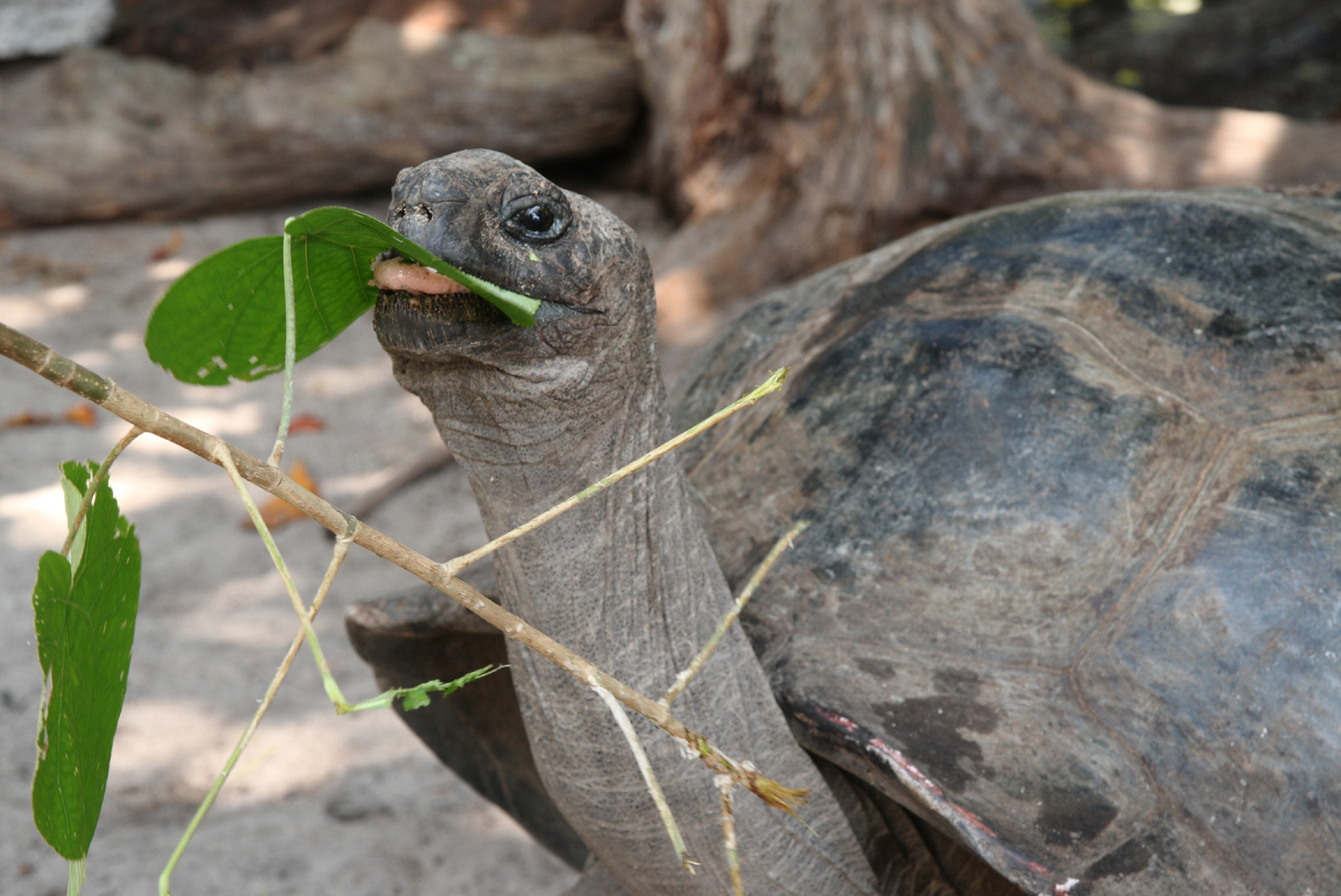
Tartaruga gigante mentre si nutre

Principalmente erbivore, le tartarughe giganti di Aldabra si nutrono di erbe, foglie e steli di piante legnose. Occasionalmente possono nutrirsi anche di piccoli invertebrati e carogne, mangiando anche i corpi di altre tartarughe morte per ricavare proteine. In cattività, le tartarughe giganti di Aldabra si nutrono anche di frutta, come mele e banane, oltre a pellet vegetali compressi. Data la scarsità di acqua disponibile nell'atollo di Aldabra, le tartarughe ne bevono pochissima e la ricavano dal cibo di cui si nutrono.
La tartaruga gigante di Aldabra ha due principali varietà di carapace: gli esemplari che vivono in habitat dove il cibo disponibile cresce a terra o a livello del terreno hanno carapaci a forma di cupola con la parte anteriore che si estende verso il basso sopra il collo; gli esemplari che vivono in un ambiente dove il cibo disponibile cresce più in alto hanno gusci più appiattiti con la parte anteriore sollevata per consentire al collo di estendersi liberamente verso l'alto.

### Riproduzione

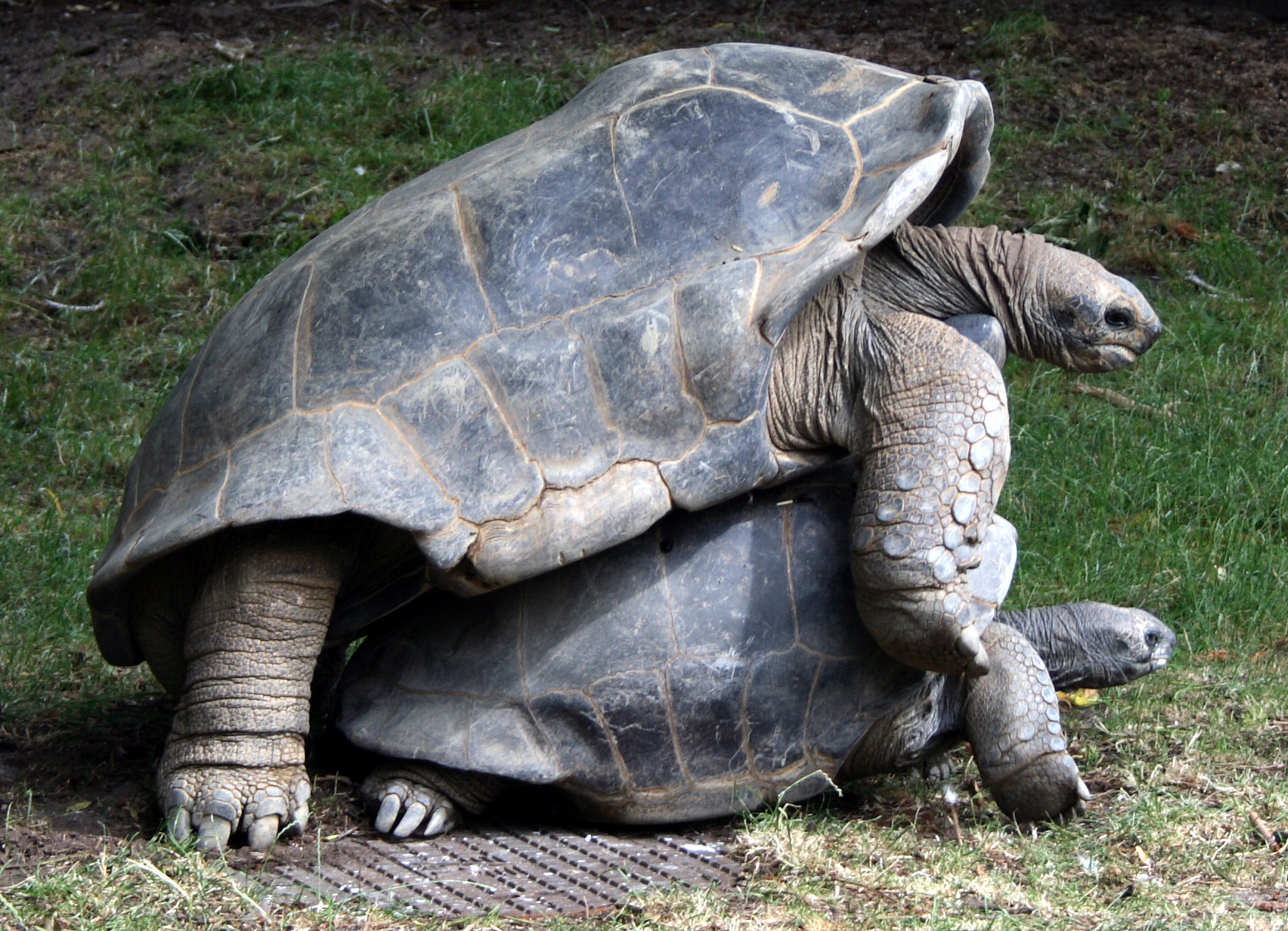
Accoppiamento

È una specie ovipara. Tra febbraio e maggio, le femmine depongono dalle 9 alle 25 uova fecondate dalla forma circolare e gommose, simili per dimensione a una palla da biliardo, in un nido asciutto e poco profondo. Solitamente, meno della metà delle uova risulta fertile. Le femmine possono produrre più covate in un anno. Dopo un'incubazione di circa otto mesi, il piccolo è indipendente dalla schiusa, che avviene tra ottobre e dicembre.
In cattività, le date di deposizione delle uova variano. Lo zoo di Tulsa possiede un piccolo branco di tartarughe giganti di Aldabra che si sono riprodotte diverse volte dal 1999. Le femmine, solitamente, depongono le uova a novembre e di nuovo a gennaio, a condizione che il clima sia abbastanza caldo per la deposizione. Lo zoo incuba anche artificialmente le uova, mantenendo due incubatrici separate a 27 °C (81 °F) e 30 °C (86 °F). In media, le uova conservate in quest'ultima si schiudono nel giro di 107 giorni.
Le grandi tartarughe sono tra gli animali più longevi. Si ritiene che alcuni esemplari di tartarughe giganti di Aldabra abbiano più di 200 anni, ma ciò è difficile da constatare poiché tendono a superare con l'età i loro osservatori umani. Un esemplare chiamato Adwaita fu presumibilmente uno dei quattro esemplari portati dai marinai britannici dalle isole Seychelles come doni a Robert Clive della Compagnia britannica delle Indie Orientali, nel XVIII secolo, e arrivò allo zoo di Calcutta nel 1875. Alla sua morte, nel marzo 2006, a Kolkata (ex Calcutta) Zoo, in India, si ritiene che Adwaita abbia vissuto più a lungo di qualsiasi altra tartaruga nota, con un'età di 255 anni (anno di nascita 1750). Al momento si ritiene che l'esemplare più vecchio ancora in vita sia Jonathan, una tartaruga gigante delle Seychelles, che nel 2022 ha festeggiato i suoi 190 anni, con Esmeralda, una tartaruga gigante di Aldabra, in seconda posizione con un'età di 176 anni, dalla morte di Harriet a 176 anni, una tartaruga gigante delle Galapagos.

## Conservazione
La tartaruga gigante di Aldabra ha una storia insolitamente lunga di conservazione organizzata. Albert Günther del British Museum, che in seguito si trasferì al Museo di storia naturale di Londra (arruolando Charles Darwin e altri famosi scienziati per aiutarlo) lavorò con il governo di Mauritius per istituire una riserva alla fine del XIX secolo. Specie correlate, ma distinte, di tartaruga gigante delle isole Seychelles (la tartaruga gigante delle Seychelles A. g. hololissa, e la tartaruga gigante di Arnold A. g. Arnoldi) sono oggetto di un programma di riproduzione in cattività e reintroduzione in natura da parte del Nature Protection Trust of Seychelles.